# 917
917 (CMXVII) fue un año común comenzado en miércoles del calendario juliano, en vigor en aquella fecha.

## Acontecimientos
- 20 de agosto: Batalla de Aqueloo - Una expedición bizantina a gran escala es detenida por el zar Simeón I de Bulgaria.
- 5 de septiembre: El reino del Gran Yue, luego renombrado como Han del Sur, es fundado por Liu Yan en Panyu (hoy Cantón) y Guangxi.
- España - Abderramán III es derrotado en San Esteban de Gormaz, Simancas y Alhandega.
- Un ejército húngaro, después de atacar Suabia, conquista la ciudad de Basilea. Luego entra al ducado de Lorena, incendiando Verdún y otros monasterios. El príncipe Arnulfo de Baviera, con ayuda militar húngara, reconquista su territorio del rey Conrado I de Alemania. Luego de este evento, tanto el ducado de Baviera como el ducado de Suabia aceptan pagar tributo a los húngaros.

## Nacimientos
- Kamo no Yasunori, onmyōji y asesor espiritual del emperador de Japón.
- Teofilacto, patriarca de Constantinopla.

## Fallecimientos
- 5 de agosto: Eutimio I, patriarca de Constantinopla.
- 20 de agosto: Constantine Lips, noble bizantino.
- Frederuna, reina consorte de Francia.
- Al-'Abbas ibn 'Amr al-Ghanawi, comandante militar del califato abasí.
- Hasan al-Utrush, emir de Tabaristán.
- Khúc Hạo, jiedushi de Tĩnh Hải quân (norte de Vietnam).
- Sindeok, rey de Silla.